# Juan Manuel Cuesta
Juan Manuel Cuesta  (* 9. Februar 2002 in Medellín), mit vollständigen Namen Juan Manuel Cuesta Baena, ist ein  kolumbianischer Fußballspieler.

## Karriere

### Verein
Juan Manuel Cuesta erlernte das Fußballspielen in der Jugendmannschaft von Independiente Medellín. Bereits als Jugendspieler absolvierte er 15 Spiele für die erste Mannschaft. Independiente spielte in der ersten kolumbianischen Liga, der Categoría Primera A. Seinen ersten Profivertrag unterschrieb er bei dem Verein aus Medellín am 1. Januar 2020. Anfang Mai 2021 wurde er vom brasilianischen Erstligisten Internacional Porto Alegre aus Porto Alegre ausgeliehen.

### Nationalmannschaft
Juan Manuel Cuesta spielte 2019 dreimal für die kolumbianische U17-Nationalmannschaft. Mit dem Team nahm er an der U17-Südamerikameisterschaft in Peru teil. Hier schied das Team nach der Gruppenphase aus.